# Архиепархия Капуи
Архиепархия Капуи (лат. Archidioecesis Capuana, итал. Arcidiocesi di Capua) — архиепархия Римско-католической церкви, в составе митрополии Неаполя, входящей в церковную область Кампании.
Клир епархии включает 81 священника (68 епархиальных и 13 монашествующих священников), 3 диаконов, 25 монахов, 280 монахинь.
Адрес епархии: Piazza Landolfo 1, 81043 Capua [Caserta], Italia.

## Территория
В юрисдикцию епархии входят 60 приходов в коммунах Кампании: все в провинции Казерта.
Все приходы образуют 7 деканатов: Капуя, Беллона, Тифатина, Марчанизе, Санта-Мария-Капуя-Ветере, Басса Вольтурно и Мачерата.
Кафедра епископа находится в городе Капуя в церкви Санта Мария Ассунта.

## История
Кафедра Капуи была основана в первой половине I века. Первым архиереем Капуи, чьё имя упоминается в современном ему письменном источнике, был епископ Протерий, участвовавший на заседаниях Римского собора 313 года.
Древняя Капуя в период падения Западно-Римской империи неоднократно разрушалась язычниками. В 841 году город был восстановлен на новом месте, куда переехали и епископы.
14 августа 966 года Папа Иоанн XIII, нашедший убежище в Капуе, возвёл епархию в ранг архиепархии-митрополии с епископствами-суффраганствами Атины, Аквино, Каяццо, Кальви, Каринолы, Казерты, Фонди, Гаэты, Изернии, Сессы Ауруники, Соры, Теано и Венафро.
Архиепископы Капуи имели некоторые особые привилегии: они были легатами Святого Престола, имели право помазывать святым миром князей Капуи, запечатывали свои послания свинцовым суриком и киноварью, а буллы свинцовой печатью.
30 апреля 1979 года буллой Quamquam Ecclesia Папы Иоанна Павла II архиепархия утратила статус митрополии и вошла в состав церковной провинции Неаполя.

## Ординарии архиепархии
| - Святой Приск I (42 — 66); - Святой Синот (66 — 80); - Святой Руф (80 — 83); - Святой Кварт (83 — 117); - Святой Августин (252—260); - Святой Квинт (260—271); - Святой Аристей (300—303); - Протерий (304—326); - Викентий (337—365); - Святой Памфил (385—409); - Святой Руфин (410—420); - Святой Симмах (422—440); - Святой Приск II (440—460); - Трибуций (461—483); - Константин (483—499); - Александр (500—516); - Святой Герман (516—540); - Святой Виктор (541—554); - Святой Пробин (570—572); - Фест (590—594); - Василий (595—605); - Гаудиоз (649—660); - Святой Декороз (660—689); - Святой Виталиан (693—718); - Аутари (719—726); - Амброгий (740—744); - Феодор (VIII век); - Стефан (773—795); - Радельперт (824—835); - Святой Павлин (835—843); - Ландульф I (843—879); - Ландульф II (879—882); - Пётр (925); - Сиконий (943); - Адейперт (944); - Иоанн (966—973); - Лев (973 — 07.08.978); - Герберт (978 — 21.01.980); - Атенольфо I (981—990); - Айоне (993—993); - Изембардо (993—1007); - Пандольфо (1007—1020); - Атенольфо II (1022—1059); - Ничеторо (XI век); - Ильдебрандо (1059—1073); - Эрвео (1073—1088); - Роберто (1088—1097); - Сенне (1118—1127); - Оттоне (1118—1127); - Филиппо (XII век); - Угоне (1129—1135); - Гульельмо (1135); - Гоффредо (1137—1157); - Альфано ди Камерота (1157—1183); - Маттео (1183—1203); - Ринальдо I (1203—1218); - Ринальдо II (1218—1222); - Джакомо ди Патти (25.09.1225 — 1227) — избранный епископ; - Джакомо д’Aмальфи (1227—1242); - Марино Филомарино (1252 — 10.03.1285) — доминиканец; - Чинцо делла Пинья (28.05.1286 — 1290); - Салимбене (1291—1295); - Пьетро Джерра (1296—1299) — назначен патриархом Аквилеи; | - Леонардо Патрассо (20.07.1299 — 02.03.1300) — назначен кардинал-епископом Альбано; - Альберто (1300); - Доррикомино Инджераймо (1300); - Джованни ди Капуя (02.01.1301 — 1304); - Андреа Пандоне (05.06.1304 — 10.09.1311); - Инджеранно де Стелла (20.07.1312 — 1333); - Ринардо Руджеро (18.02.1334 — 1350); - Вазино Роландо (1350—1351) — францисканец; - Джованни делла Порта (1352—1357); - Альберто Альбертини (1357—1358) — апостольский администратор; - Реджинальдо (11.05.1358 — 1363); - Филиппо ди Ланцано (1363—1363); - Стефано делла Сантита (20.12.1363 — 11.07.1380); - Луиджи делла Ратта (22.12.1380 — 1381); - Аттаназио Виндачо (1382—1406); - Филиппо де Бариллис (19.02.1406 — 1435); - Никколо д'Аччапаччо (18.02.1435 — 03.04.1447); - Джордано Гаэтано (1447 — 13.10.1496); - Хуан Борджа (1496 — 09.08.1498); - Хуан Лопес (15.10.1498 — 05.08.1501); - Джованни Баттиста Феррари (09.08.1501 — 20.07.1502); - Ипполито д'Эсте (20.07.1502 — 03.09.1520) — апостольский администратор; - Николаус фон Шёнберг (12.09.1520 — 28 aprile 1536) — доминиканец; - Томмазо Караччоло (24.04.1536 — 1546); - Никколо Каэтани ди Сермонета (05.05.1546 — 1548) — апостольский администратор; - Фабио Арчелла (18.01.1549 — 1560); - Никколо Каэтани ди Сермонета (1560—1572) — вторично, апостольский администратор; - Чезаре Коста (19.11.1572 — 12.02.1602); - кардинал Святой Роберто Беллармин (18.03.1602 — 31.08.1605) — иезуит; - кардинал Антонио Каэтани (31.08.1605 — 17.03.1624); - кардинал Луиджи Каэтани (17.03.1624 — 01.03.1627); - Джироламо Костанцо (01.03.1627 — 1633); - Джироламо де Франкис (04.12.1634 — 30.01.1635); - кардинал Камилло Мельци (18.02.1636 — 21.01.1659); - Антонио Мельци (14.03.1661 — 06.04.1686); - кардинал Гаспаро Кавальери (07.07.1687 — 17.08.1690); - кардинал Джакомо Кантельмо (27.09.1690 — 23.07.1691) — назначен архиепископом Неаполя; - Джузеппе Болонья (25.03.1692 — 28.08.1695); - Карло Лоффредо (10.03.1698 — 1701) — театинец; - Никколо Караччоло (23.04.1703 — 07.02.1728); - Мондильо Орсини (08.03.1728 — 19.12.1743) — ораторианец; - Джузеппе Мария Руффо (02.02.1744 — 19.03.1754); - Муцио Гаэта (20.10.1754 — 19.04.1764); - Микеле Мария Капече Галеота (20.08.1764 — 18.11.1777); - Аделельмо Дженнаро Пиньятелли (15.12.1777 — 09.11.1785) — оливетанец; - Sede vacante (1785—1792); - Агостино Джервазио (27.02.1792 — 17.03.1806) — августинец; - Sede vacante (1806—1818); - Бальдассарре Мормиле (06.04.1818 — 26.07.1826); - Франческо Серра-Кассано (26.07.1826 — 17.08.1850); - Джузеппе Козенца (30.09.1850 — 30.03.1863); - Sede vacante (1863—1871); - кардинал Франческо Савери Апуццо (24.11.1871 — 30.07.1880); - кардинал Альфонсо Капечелатро ди Кастельпагано (20.08.1880 — 11.11.1912) — ораторианец; - Дженнаро Козенца (04.03.1913 — 02.01.1930); - Сальваторе Беккарини (30.06.1930 — 13.02.1962) — театинец; - Томмазо Леонетти (10.07.1962 — 01.03.1978); - Луиджи Дилидженца (01.03.1978 — 29.04.1997); - Бруно Скеттино (29.04.1997 — 21.09.2012); - Сальваторе Виско (c 30 апреля 2013 года — по настоящее время). |  |

## Статистика
На начало 2013 года из 198 700 человек, проживающих на территории епархии, католиками являлись 190 700 человек, что соответствует 96 % от общего числа населения епархии.
| год  | население | население | население | священники | священники        | священники         | священники                           | постоянные диаконы | монахи  | монахи  | приходы |
| год  | католики  | всего     | %         | всего      | белое духовенство | черное духовенство | число католиков на одного священника | постоянные диаконы | мужчины | женщины | приходы |
| ---- | --------- | --------- | --------- | ---------- | ----------------- | ------------------ | ------------------------------------ | ------------------ | ------- | ------- | ------- |
| 1950 | 125.028   | 125.115   | 99,9      | 143        | 131               | 12                 | 874                                  |                    | 35      | 308     | 63      |
| 1959 | 125.400   | 125.500   | 99,9      | 135        | 120               | 15                 | 928                                  |                    | 28      | 320     | 64      |
| 1970 | 134.870   | 135.000   | 99,9      | 119        | 98                | 21                 | 1.133                                |                    | 32      | 407     | 71      |
| 1980 | 136.000   | 136.800   | 99,4      | 99         | 86                | 13                 | 1.373                                |                    | 16      | 352     | 75      |
| 1990 | 178.000   | 180.000   | 98,9      | 87         | 76                | 11                 | 2.045                                |                    | 13      | 360     | 60      |
| 1999 | 177.800   | 178.500   | 99,6      | 84         | 74                | 10                 | 2.116                                | 2                  | 13      | 330     | 59      |
| 2000 | 178.800   | 180.500   | 99,1      | 85         | 75                | 10                 | 2.103                                | 2                  | 13      | 330     | 59      |
| 2001 | 179.900   | 182.300   | 98,7      | 86         | 76                | 10                 | 2.091                                | 1                  | 13      | 295     | 60      |
| 2002 | 180.100   | 183.300   | 98,3      | 92         | 82                | 10                 | 1.957                                | 3                  | 23      | 290     | 59      |
| 2003 | 183.000   | 185.000   | 98,9      | 86         | 76                | 10                 | 2.127                                | 4                  | 23      | 280     | 59      |
| 2004 | 186.000   | 190.000   | 97,9      | 81         | 70                | 11                 | 2.296                                | 2                  | 20      | 270     | 59      |
| 2006 | 186.400   | 191.500   | 97,3      | 81         | 68                | 13                 | 2.301                                | 3                  | 25      | 280     | 60      |